# Leisure City
Leisure City es un lugar designado por el censo ubicado en el condado de Miami-Dade en el estado estadounidense de Florida. En el Censo de 2010 tenía una población de 22.655 habitantes y una densidad poblacional de 2.574,96 personas por km².

## Geografía
Leisure City se encuentra ubicado en las coordenadas 25°29′38″N 80°26′17″O / 25.49389, -80.43806. Según la Oficina del Censo de los Estados Unidos, Leisure City tiene una superficie total de 8.8 km², de la cual 8.62 km² corresponden a tierra firme y (1.97%) 0.17 km² es agua.

## Demografía
Según el censo de 2010, había 22.655 personas residiendo en Leisure City. La densidad de población era de 2.574,96 hab./km². De los 22.655 habitantes, Leisure City estaba compuesto por el 72.96% blancos, el 17.49% eran afroamericanos, el 0.25% eran amerindios, el 0.9% eran asiáticos, el 0.02% eran isleños del Pacífico, el 5.77% eran de otras razas y el 2.63% pertenecían a dos o más razas. Del total de la población el 74.94% eran hispanos o latinos de cualquier raza.